# Марсилл, Эва
Эва Марсилл Пигфорд (англ. Eva Marcille Pigford; род. 30 октября 1984, Лос-Анджелес, Калифорния) — американская актриса, телеведущая и модель.
Получила известность после победы в 3 сезоне реалити-шоу «Топ-модель по-американски». Также известна ролью Тары Гамильтон в мыльной опере «Молодые и дерзкие».

## Биография

### Ранняя жизнь
Эва Пигфорд родилась 30 октября 1984 года в Лос-Анджелес (Калифорния) в семье отца-пуэрториканца и матери-афроамериканки. В детстве была настоящим сорванцом.
Училась в «Raymond Avenue Elementary School», в средней школе «Marina Del Rey» и в Вашингтонской подготовительной высшей школе. Впоследствии училась в университете Кларка в Атланте, штат Джорджия, но его не закончила.

### Топ-модель по-американски
На кастинге многие участницы невзлюбили Эву за её дерзкое поведение и за то, что она говорила о некоторых участницах не слишком хорошие вещи. Во время отбора 14 участниц Эва была названа последней. Дела у Эвы на шоу были неплохие, на 6 и 7 неделе шоу Эва была вызвана первой, несмотря на то, что она оставалась в двойке последних перед финалом и в финале. На последнем показе судьи долго решали, кого выбрать из двух сильнейших соперниц: Яя Дакоста и Эва. В итоге они свой выбор остановили на Эве.

## Карьера
После победы в реалити-шоу «Топ-модель по-американски» Эва начала свою карьеру. Она была первой афроамериканкой, которой удалось заслужить этот титул. В интервью В. Скотту она призналась, что она изменила своё имя в целях продвижения, Эва Марсил — это её второе имя. «Марсилл» является амальгамацией имён двух бабушек Евы — Марджори и Люсил.
Она появлялась на обложках журналов «Brides Noir», «Women's Health», «Fitness», «King», «IONA», «Essence». Кроме того, Эва была на обложке «Cosmopolitan».
Также она была ведущей реалити-шоу «My Model Looks Better Than Your Model» и «Rip the Runway».
Кроме того, Эва появилась в нескольких музыкальных клипах, включая «Baby» певицы Энджи Стоун, в клипе «I Get Money» рэпера 50 Cent, и в клипе Джейми Фокса «DJ Play a Love Song». 
В 2013 году снялась в клипе Jennifer Lopez - Live It Up.
С 2005 года Эва начала сниматься в кино. В основном её роли в кино были небольшими. В 2008 году она появилась в мыльной опере «Молодые и дерзкие», сыграв роль Тары Гамильтон в более чем 70 эпизодах.
В 2018 году Эва вошла в основной актерский состав американской мыльной оперы The Real Housewives of Atlanta («Настоящие домохозяйки Атланты»). Вначале ее пригласили как актрису второго плана — так она появилась в 10 сезоне сериала. В 11 сезоне Эва подписала контракт и стала постоянным персонажем.

## Личная жизнь
В 2013—2015 годы Эва встречалась с музыкантом Кевином МакКоллом, от которого у неё есть дочь — Марли Рэй МакКолл (род. 31.01.2014).
С 7 октября 2018 года Эва замужем за адвокатом Майклом Стерлингом, с которым она встречалась 2 года до их свадьбы. У супругов есть два сына — Майкл Тодд Стерлинг-младший (род. 13.04.2018) и Маверик Стерлинг (род. 27.09.2019).

## Фильмография
| Год       | Фильм                                | Персонаж                |
| --------- | ------------------------------------ | ----------------------- |
| 2005      | Кевин Хилл                           | Сандра (2 эпизода)      |
| 2005      | Прогулка                             | Сидни Ли                |
| 2006      | Свадебный альбом                     | Гретчен                 |
| 2006      | Вознаграждение                       | Фарра                   |
| 2006      | Переходный момент                    | Ванесса                 |
| 2007      | Кажется, я люблю свою жену           | Хоуп                    |
| 2007      | Тайны Смолвиля                       | Тайлер Греншоу (эпизод) |
| 2007      | Все ненавидят Криса                  | миссис Кребтри (эпизод) |
| 2009      | Суперпридурки                        | журналистка             |
| 2009      | Дом Тайлер Перри Пэйн                | Трейси (6 эпизодов)     |
| 2008-2009 | Молодые и дерзкие                    | Тара Гамильтон          |
| 2009      | Ассистенты                           | Алисия Джеймс (эпизод)  |
| 2010      | Гид по жизни для мальчиков и девочек | Жасмин                  |

### Телевидение
- Топ-модель по-американски — победительница (3 сезон)
- «Игра» (The Game), была специальным гостем.
- «Свадебный альбом» (The Wedding Album, 2006), Гретхен.
- Girlfriend Confidential: LA (2012).
- «Настоящие мужья Голливуда» (Real Husbands of Hollywood, 2013), 3 серии.
- Wild 'n Out (2 серии).
- Scared Famous (2017), хоррор-шоу.
- «Настоящие домохозяйки Атланты» (The Real Housewives of Atlanta, с 2018 года).